# Anthessius teissieri
Anthessius teissieri is een eenoogkreeftjessoort uit de familie van de Anthessiidae. De wetenschappelijke naam van de soort is voor het eerst geldig gepubliceerd in 1958 door Bocquet & Stock.